# Хинду есхатологија
Хинду есхатологија је повезана са фигуром Калкија из традиције ваишнавизма ("обожавање Вишнуа"), који представља десетог и последњег аватара бога Вишну. 
У хиндуизму време је кружно, одосно састоји се из кругова или ''калпи''. Свака калпа траје 8,64 милијарде година, што представља један дан и ноћ за Браму, за кога се верује да ће живети 311 билиона, 40 милијарди година. Сваки циклус пролази кроз период рођења, развоја и уништења.

## Четири Југе
У садашњој калпи, постоје четири југе, или епохе, које прате еволуцију почевши од велике чистоће завршаваући се са потпуном пропашћу.
- Сатја Југа
- Трета Југа
- Двапара Југа
- Кали Југа

Четири југе представљају временске периоде где свака траје одређен број година. Сатја Југа, прва од четири трајала је 1,728, 000 људских година. Превод њеног имена значи ''истина'' и то је био период потпуног мира и слободе. Период где је само постојала истина и где су Веде биле једна. Природа је људима благодарила све тако физички рад није постојао, а клима је била устаљена. Људи су били просвећени и није било потребе за извршавањем религиозних обреда. Трета Југа трајала је 1, 296, 000 људских година, ''трета'' означава број три иако је по реду друга епоха. У овом периоду мир и слобода полако нестају, на власти се појављују владари и почињу да се воде ратови и долази до појаве физичког рада, тако и до формирања океана и пустиња. Двапара Југа је трећи период и трајао је 864, 000 људских година. Означава ''два пара'' или ''после два''. Људи су попримили негативан карактер и често се свађају. Болест постаје све чешћа као и временске непогоде. Веде се раздвајају на четири дела. И животни век човека се још више смањује, са 10,000 година, на 1,000.

#### Кали Југа
Кали Југа (Санскрит: कलियुग, kaliyuga – године Калија), последња епоха и епоха у којој се верује да живимо данас. Период који је својим крајем обележен насиљем, безбожношћу и пропашћу. 
Социјални статус не зависи више од личних успеха, већ од власништва имовине; богатство је врлина; страст и луксуз једине везе између супружника; лаж и превара су услови за успех у животу; сексуалност је главни извор људског уживања; религија која је повшна и празна, помешана је са спиритуалношћу.
- Вишну Пурана
Четвртим периодом управља Кали, зли демон. Његов супростављеник је Калки, који представља десетог и последњег аватара бога Вишну. Према Пуранама, Кали увек има негативану улогу. И у Вишну и у Калки Пуранама представљен је као антагониста. Настанак Калија и његове линије почиње од Браме. Уместо да је рођен из отрова, он је настао из дуге линије чудовишта који су настали из Браминог врата. Кали и његову породицу створио је Брама како би пожурио уништавање космоса након завршетка периода пралаја. Кали умире у овој пурани. У борби против Калкија и његове војске. У неким веровањима Кали не умире већ путује кроз време како би живео у Кали Југи у другој калпи.
Кали Југа је период где људи постају грешни, робови својих жеља. Друштво лажова и лицемера. Знање нестаје и људи живе у сиромаштву, глад и болест постају велике. И људски век спада на мање од 70 година.
Од четири стуба дарме – покора, милосрђе, истинитост и саосећајности – милосрђе ће бити једино што је остало, али свакога дана ће се мање испољавати. Људи ће починити грехе у мислима, говору и делима. Многи ће приповедати лажне религије. Брак ће бити само ради задовољства. Земља ће бити пуста,  а људи ће живети у долинама између планина, где ће патити од великих хладноћа. Одећа ће бити направљена од лишћа. И људи ће живети мање од 23 године. На самом крају, људска врста ће нестати.

## Калки
Главни чланак: Калки

У време зла, последња инкарнација бога Вишну појавиће се на белом коњу. Он ће водити последњи рат са оно мало побожних душа које су остале. 
”Yadaa Yadaa hi Dharmasya Glaanir bhavati Bhaarata
Abhyuthaanam Adharmasya Tadaatmaanam Srjaamy Aham”.
”Када год и где год постоји пропаст верске праксе О! потомку Барата
А велики пораст неверства, тада манифестујем Себе”
Са својом војском Калки ће успоставити поновну правду на свету и ''оставити људски ум чистим као кристал''. Они који ће остати, биће нови изданак човечанства и оно ће поново почети.
Крајем Кали Југе, почеће нова епоха, Сатја Југа, у којој ће сви бити праведни ипоново ће се успоставити дарма и мир. Круг се поновља све док се већи временски круг под Брамом не успостави и тада ће универзум поново бити створен.